# Cândido Sotto Mayor
Cândido Narciso da Cunha Sotto Mayor (Lebução, Valpaços, 26 de outubro de 1852 – Lisboa, 29 de outubro de 1935 (83 anos)) foi grande benemérito, homem de elevadas qualidades morais e humanas. Entre outras doações, doou à população o Jardim Público, um dos ex-libris de Chaves.
Cândido Sotto Mayor começou a trabalhar aos 13 anos, como empregado de balcão. Foi, cinco anos depois, para o Brasil, para a casa que era de seus tios. Pelas suas qualidades de trabalho, tornou-se sócio e veio a abrir em Lisboa uma casa comercial bancária com esse nome - Banco Sotto Mayor.
Em 1927 estava à janela de sua casa, em Lisboa, e ao ser atingido por uma bala perdida durante os conflitos revolucionários então frequentes ficou cego.
Em Lisboa chegou a mandar construir a Vila Cândida, um bairro para operários pobres com o nome de sua filha Cândida. O edifício da filial de Chaves, no largo do arrabalde, era das melhores construções por exigência sua.